# Leonardo Zabala
Leonardo Yassir Zabala Zeballos, noto semplicemente come Leonardo Zabala (Santa Cruz de la Sierra, 23 maggio 2003), è un calciatore boliviano, difensore del Santos.

## Caratteristiche tecniche
È un difensore centrale.

## Carriera

### Club
Zabala ha iniziato la propria carriera a 3 anni nell'Academia Tahuichi, per poi passare nel 2014 al Calleja. Nel settembre 2019 è stato acquistato dal Palmeiras dopo essersi messo in mostra in un torneo locale.

### Nazionale
Il 9 ottobre 2020 ha debuttato con la nazionale boliviana entrando in campo all'84' dell'incontro di qualificazione per il campionato mondiale di calcio 2022 perso 5-0 il Brasile.

## Statistiche
Statistiche aggiornate al 24 marzo 2023.

### Cronologia presenze e reti in nazionale
| Cronologia completa delle presenze e delle reti in nazionale ― Bolivia | Cronologia completa delle presenze e delle reti in nazionale ― Bolivia | Cronologia completa delle presenze e delle reti in nazionale ― Bolivia | Cronologia completa delle presenze e delle reti in nazionale ― Bolivia | Cronologia completa delle presenze e delle reti in nazionale ― Bolivia | Cronologia completa delle presenze e delle reti in nazionale ― Bolivia | Cronologia completa delle presenze e delle reti in nazionale ― Bolivia | Cronologia completa delle presenze e delle reti in nazionale ― Bolivia |
| Data                                                                   | Città                                                                  | In casa                                                                | Risultato                                                              | Ospiti                                                                 | Competizione                                                           | Reti                                                                   | Note                                                                   |
| ---------------------------------------------------------------------- | ---------------------------------------------------------------------- | ---------------------------------------------------------------------- | ---------------------------------------------------------------------- | ---------------------------------------------------------------------- | ---------------------------------------------------------------------- | ---------------------------------------------------------------------- | ---------------------------------------------------------------------- |
| 9-10-2020                                                              | San Paolo                                                              | Brasile                                                                | 5 – 0                                                                  | Bolivia                                                                | Qual. Mondiali 2022                                                    | -                                                                      | 84’ 90+1’                                                              |
| 24-3-2023                                                              | Gedda                                                                  | Uzbekistan                                                             | 1 – 0                                                                  | Bolivia                                                                | Amichevole                                                             | -                                                                      | 27’                                                                    |
| Totale                                                                 |                                                                        | Presenze                                                               | 2                                                                      |                                                                        | Reti                                                                   | 0                                                                      |                                                                        |